# 岩松助左衛門
岩松 助左衛門（いわまつ すけざえもん、1804年（文化元年）- 1872年5月31日（明治5年4月25日））は、幕末・明治時代の豊前国小倉藩の庄屋。白州灯台の建設を小倉藩に進言し、その実現に尽力した事跡で知られる。

## 経歴
1804年、豊前国企救郡長浜浦に生まれる。地元で庄屋として家業を成した。1861年（文久元年）、庄屋を退くとともに、小倉藩から「小倉藩海上御用掛難破船支配役」に任じられ、海難救助に携わることとなる。小倉沖の響灘は海上交通の要衝でありながら暗礁が多く、「海の難所」とされていた。1862年（文久2年）、事故防止のために特に大きな暗礁のあった白州への灯籠台築立願を小倉藩に提出した。願書は受理され、岩松は私財や募金によって資金を確保し、1870年（明治3年）に基礎工事を完成させた。1871年（明治4年）、明治政府は灯台の整備に当たる灯台寮を設置し、以降の建設を引き継いだ。
1872年（明治5年）、灯台の完成前に死去。白州灯台は1873年（明治6年）9月6日に完成した。

## 親族
- 孫 安部熊之輔（篤農家、衆議院議員）[3]